# بيل فلمنج
بيل فلمنج (بالإنجليزية: Bill Fleming) هو لاعب كرة قاعدة أمريكي، ولد في 31 يوليو 1913 في Rowland Heights, California ‏ في الولايات المتحدة، وتوفي في 4 يونيو 2006 في رينو في الولايات المتحدة.

## وصلات خارجية
- بيل فلمنج على موقع دوري كرة القاعدة الرئيسي (الإنجليزية)
- بيل فلمنج على موقعبيزبول رفرنس.كوم (الدوري الرئيسي) (الإنجليزية)
- بيل فلمنج على موقعبيزبول رفرنس.كوم (الدوري الثانوي) (الإنجليزية)
- بيل فلمنج على موقع جمعية أبحاث البيسبول الأمريكية (الإنجليزية)